# Constantino Sudas
Constantino Sudas (em grego medieval: Κωνσταντῖνος) foi um oficial bizantino do século IX, ativo durante o reinado do imperador Miguel II, o Amoriano (r. 820–829). Foi encontrado um selo que por vezes pensa-se que pertenceu a Sudas, porém a identificação é incerta.

## Vida

Topografia da Sicília

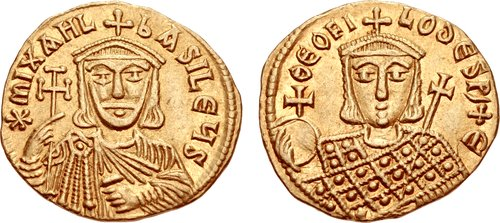
Soldo de r. e seu filho Teófilo

Constantino era patrício e protoespatário. Em 826, foi nomeado pelo imperador como estratego da Sicília. Na ocasião, o comandante da frota, Eufêmio lançou raide contra a Ifríquia, onde tomou navios mercantes antes que entrassem nos portos e devastou as costas. Enquanto estava ausente, Miguel enviou carta a Constantino ordenando que Eufêmio fosse rebaixado e punido. Eufêmio soube disso quando retornou à Sicília com sua frota. Apoiado pela frota, resolveu revoltar-se. Foi proclamado pelos tripulantes como imperador, e velejou à capital siciliana, Siracusa, que foi rapidamente capturada. Constantino estava ausente da cidade ou fugiu da ilha com sua aproximação, mas logo reuniu um exército e atacou-o. Eufêmio venceu, e forçou o governador a procurar refúgio em Catânia. Quando Eufêmio enviou suas forças contra Catânia, Constantino tentou fugir novamente, mas foi capturado e executado.
O antecedentes exatos desses eventos são incertos. Segundo Teófanes Continuado, Eufêmio sequestrou a freira Homoniza de seu mosteiro e levou-a como esposa. Seus irmãos protestaram a Miguel, que ordenou a Constantino investigar o assunto e se a acusação fosse verdadeira, deveria decepar o nariz de Eufêmio como punição. A Crônica de Salerno relata uma versão diferente da história, segundo a qual Eufêmio estava noivo com Homoniza, mas o governador deu-a como esposa para outro, que subornou o governador. Isso levou Eufêmio a jurar vingança. Vários historiadores têm colocado dúvida nessa história "romântica" da origem de sua revolta.